# Univerbizace
Univerbizace (z latinského unus – jeden, verbum – slovo) je proces, kterým se ze sousloví v rámci jazykové ekonomie vytváří jednotlivé slovo (univerbát či univerbizát). Opačný proces, tedy vytváření sousloví z jednotlivého slova, se nazývá multiverbizace.

## Univerbizace v češtině
Výchozím syntagmatem, z nějž je univerbizát tvořen, je nejčastěji dvojslovné spojení určovaného substantiva a jeho určujícího přívlastku, který může mít buď formu adjektivní (absolventský koncert), nebo substantivní (řidič tiráku).
Univerbizace může mít v češtině například tyto formy:
- přechod kolokace v kompozitum (stará čeština → staročeština)
- kondenzace ve spřežku (krveprolití, zmrtvýchvstání, nanebevzetí)
- přechod ve zkratkové slovo (Občanská demokratická strana → ODS → Ódéeska)
- eliptické zjednodušení kolokace na její určující člen, substantivizace (zpodstatnění) adjektiva: vysoká škola → vysoká, vysoká zvěř → vysoká, drobné peníze → drobné, vrchní číšník → vrchní, hovězí maso → hovězí
- eliptické zjednodušení kolokace na její určovaný člen: zemské jablko → jablko (nářeční označení bramboru), jízdní kolo → kolo, šicí nebo psací stroj → stroj
- desufixální konverze určujícího adjektiva (zpodstatnění odstraněním přípony), s možným spolupůsobením příklonu k jeho fundujícímu substantivu; v některých případech lze uvažovat i o paralelní metonymické motivaci; tento typ postihuje progrese například v technické či lékařské tematice: satelitní městečko → satelit, mobilní telefon → mobil, antivir, digitál, plazma, automat, manuál, třídveř, alzheimer, basedov, parkinson
- zpodstatnění určujícího adjektiva formou sufixace (resufixace), tedy pomocí přípony: silná cesta → silnice, zubní lékař → zubař, pololetní prázdniny → pololetky; Adjektivní atribut výchozího syntagmatu jako nositel onomaziologického příznaku se transformuje v slovní základ univerbátu, substantivum jako nositel onomaziologické báze v jeho sufix. Univerbizovaná jednotka zpravidla reflektuje rod určovaného substantiva, neutrum ale často přechází v maskulinum (slepé střevo = slepák). V některých případech lze ovšem obdobně tvořená slova považovat za nezávislé mutační derivace, zejména v případě označení osob (kovář, zubař, folkáč). K opěrným kritériím pro univerbizační interpretaci bývá řazena nespornost existence ustálené motivační kolokace s neobecným bázovým členem, podpůrným kritériem může být i modelovost utváření rezultátu, například užití frekventovaných univerbizačních sufixů (‑ák, ‑ka).[1]

V užším vymezení je někdy za univerbizaci považován pouze vznik kompozita nebo spřežky, nejčastěji však bývá s univerbizací spojována sufixace určujícího adjektiva.
Univerbizace je v češtině produktivnější než v západních nebo v ostatních slovanských jazycích.

## Funkce v jazyce
Univerbáty jsou úspornější a lépe se přizpůsobují gramatice: lépe se skloňují a jsou vhodnějším východiskem pro derivaci. Nevýhodou je jejich menší explicitnost, což je kompenzováno kontextem.
Univerbáty se uplatňují v běžné, profesionální i slangové mluvě, často nahrazují víceslovná pojmenování z odborné a administrativní sféry. Univerbáty mají často nespisovný či hovorový charakter, pronikají však i do spisovné mluvy a mnohdy mají neutrálnější charakter než původní označení: například fotoaparát, minerálka. Například rajče či silnice jsou dnes spisovné a odborné výrazy, zatímco původní rajské jablko je dnes již méně odborné a oficiální označení a silná cesta zapomenutý archaismus).